# Kubas herrlandslag i basket
Kubas herrlandslag i basket (spanska: Selección de baloncesto de Cuba) representerar Kuba i basket på herrsidan. Laget slutade på fjärde plats i världsmästerskapet 1974. samt tog olympiskt brons 1972.

### Fotnoter
1. ↑  Todor Krastev (19 mars 1974). ”Men Basketball World Championship 1974 Puerto Rico 03-14.07 Winner Soviet Union” (på engelska). Sport Statistics. Arkiverad från originalet den 21 januari 2012. https://web.archive.org/web/20120121185215/http://todor66.com/basketball/World/Men_1974.html. Läst 23 juni 2015.
2. ↑  Todor Krastev (19 mars 1972). ”Men Basketball Olympic Games Munchen (FRG) 1972 - 27.08-09.09 Winner Soviet Union” (på engelska). Sport Statistics. Arkiverad från originalet den 23 juni 2015. https://web.archive.org/web/20150623184122/http://todor66.com/basketball/Olympic/Men_1972.html. Läst 23 juni 2015.